# Rafael Sarandeses
Rafael Sarandeses (ur. 20 lutego 1979 roku w Madrycie) – hiszpański kierowca wyścigowy.

## Kariera
Sarandeses rozpoczął karierę w wyścigach samochodowych w 1997 roku od startów w Hiszpańskiej Formule Renault. Z dorobkiem 60 punktów uplasował się na drugiej pozycji w klasyfikacji generalnej. W późniejszych latach pojawiał się także w stawce Włoskiej Formuły 3000, World Series by Nissan, Europejskiej Formuły 3000 oraz 24 Hours of Barcelona.
W World Series by Nissan Hiszpan startował w latach 1999-2002. W pierwszym sezonie startów trzykrotnie stawał na podium, w tym raz na jego najwyższym stopniu. Uzbierane 76 punktów dało mu ósme miejsce w końcowej klasyfikacji kierowców. Rok później uplasował się na dziesiątej pozycji. W sezonie 2000 Sarandeses nie odniósł żadnego zwycięstwa, jednak na podium pojawiał się ośmiokrotnie w szesnastu wyścigach. Z dorobkiem 139 punktów został sklasyfikowany na czwartej pozycji. Rok później na podium gościł już tylko raz, a w klasyfikacji końcowej widniał na 16 miejscu.